# Alan Henning
 Alan Henning (1967 - 2014) est un travailleur humanitaire britannique et ancien chauffeur de taxi qui a été capturé en décembre 2013 en Syrie par des djihadistes membres de l'organisation terroriste État islamique ; il a été décapité par ces derniers le 3 octobre 2014. Son meurtrier est Jihadi John.